# Razi Cov Pars
Razi Cov Pars — кандидат на вакцину проти COVID-19, розроблений іранським інститутом «Razi Vaccine» та Інститутом сироватки крові Індії. Це друга іранська вакцина проти COVID-19, у якої проведені клінічні дослідження на людях, станом на середину 2021 року проводиться III фаза клінічних досліджень, протягом якої «Razi Cov Pars» порівнюється з китайською вакциною «BBIBP-CorV».

## Фармакологічні властивості
«Razi Cov Pars» є рекомбінантною білковою субодиничною вакциною, що містить білок шиповидних відростків вірусу SARS-CoV-2. Для проведення повного курсу вакцинації необхідні три введення вакцини — в нульовий день (внутрішньом'язово), на 21-ий день (внутрішньом'язово) та на 51-ий день (інтраназальний спрей).

## Виробництво
З вересня 2021 року планується випуск до одного мільйона доз вакцини на місяць.

## Клінічні дослідження
| Фаза | Реєстраційний номер                                                 | Початок        | Кількість учасників | Кількість учасників                               | Кількість учасників            | Вік учасників | Посилання |
| Фаза | Реєстраційний номер                                                 | Початок        | Всього              | Вакцина                                           | Плацебо                        | Вік учасників | Посилання |
| ---- | ------------------------------------------------------------------- | -------------- | ------------------- | ------------------------------------------------- | ------------------------------ | ------------- | --------- |
| I    | IRCT20201214049709N1 [Архівовано 28 серпня 2021 у Wayback Machine.] | 21 січня 2021  | 133                 | 30 (5 мг/200мл) 30 (10 мг/200мл) 30 (20 мг/200мл) | 30 (плацебо) 13 (контроль)     | 18-50 років   | [ 2 ]     |
| II   | IRCT20201214049709N2 [Архівовано 25 травня 2021 у Wayback Machine.] | 13 квітня 2021 | 500                 |                                                   |                                | 18-70 років   | [ 3 ]     |
| III  | IRCT20201214049709N3 [Архівовано 30 серпня 2021 у Wayback Machine.] | 29 серпня 2021 | 41128               | 20564                                             | 0 (плацебо) 20564 (BBIBP-CorV) | >18 років     | [ 5 ]     |